# Resolução de Cartum

Liga Árabe em 1967
Signatários
Signatários que mais tarde reconheceram Israel

A resolução de Cartum de 1º de setembro de 1967 foi divulgada no final da cúpula da Liga Árabe de 1967, convocada após a Guerra dos Seis Dias, em Cartum, capital do Sudão. A cúpula durou de 29 de agosto a 1º de setembro e contou com a participação de oito chefes de Estado árabes: Egito, Síria, Jordânia, Líbano, Iraque, Argélia, Kuwait e Sudão. A resolução pedia: um estado contínuo de beligerância com Israel, o boicote ao petróleo árabe declarado durante a Guerra dos Seis Dias, o fim da Guerra Civil do Norte do Iêmen e a assistência econômica para o Egito e a Jordânia. É famoso por conter (no terceiro parágrafo) o que ficou conhecido como os "Três Nãos": "sem paz com Israel, sem reconhecimento de Israel, sem negociações com ele..."

## Texto da resolução
1. A conferência afirmou a unidade dos estados árabes, a unidade de ação conjunta e a necessidade de coordenação e eliminação de todas as diferenças.  Os reis, presidentes e representantes dos outros chefes de Estado árabes na conferência afirmaram a posição de seus países na implementação da Carta de Solidariedade Árabe, assinada na terceira conferência árabe em Casablanca.
2. A conferência concordou com a necessidade de consolidar todos os esforços para eliminar os efeitos da agressão com base no fato de que as terras ocupadas são terras árabes e que o ônus de recuperar essas terras recai sobre todos os países árabes.
3. Os chefes de Estado árabes concordaram em unir seus esforços políticos em nível internacional e diplomático para eliminar os efeitos da agressão e garantir a retirada das agressivas forças israelenses das terras árabes ocupadas desde a agressão de 5 de junho.  Isso será feito dentro da estrutura dos principais princípios pelos quais os países árabes respeitam, ou seja, sem paz com Israel, nenhum reconhecimento de Israel, nenhuma negociação com ele e insistência nos direitos do povo palestino em seu próprio país.
4. A conferência dos ministros árabes das finanças, economia e petróleo recomendou que a suspensão do bombeamento de petróleo fosse usada como arma na batalha.  No entanto, depois de estudar exaustivamente o assunto, a conferência chegou à conclusão de que o bombeamento de petróleo pode ser usado como uma arma positiva, já que o petróleo é um recurso árabe que pode ser usado para fortalecer a economia dos Estados árabes diretamente afetados por a agressão, para que esses Estados sejam capazes de se manter firmes na batalha.  A conferência decidiu, portanto, retomar o bombeamento de petróleo, já que o petróleo é um recurso árabe positivo que pode ser usado a serviço dos objetivos árabes.  Pode contribuir para os esforços para permitir que os Estados árabes que foram expostos à agressão e, assim, perdessem recursos econômicos para se manterem firmes e eliminassem os efeitos da agressão.  Os Estados produtores de petróleo participaram, de fato, dos esforços para que os Estados afetados pela agressão se mantivessem firmes diante de qualquer pressão econômica.
5. Os participantes da conferência aprovaram o plano proposto pelo Kuwait para estabelecer um Fundo Árabe de Desenvolvimento Econômico e Social com base na recomendação da conferência de ministros árabes de finanças, economia e petróleo em Bagdá.
6. Os participantes concordaram com a necessidade de adotar as medidas necessárias para fortalecer a preparação militar para enfrentar todas as eventualidades.
7. A conferência decidiu acelerar a eliminação de bases estrangeiras nos estados árabes.

## Interpretações
Comentaristas frequentemente apresentam a resolução como um exemplo do rejeicionismo árabe. Efraim Halevy, Guy Ben-Porat, Steven R. David, Júlio Stone e Ian Bremmer concordam que a Resolução de Cartum equivalia a uma rejeição do direito de existência de Israel. A própria Organização de Libertação da Palestina (OLP) recrutou a Resolução de Cartum para advogar contra a aceitação do direito de existência de Israel, conforme expresso na Resolução 242 do Conselho de Segurança das Nações Unidas. Benny Morris escreveu que os líderes árabes "construíram uma plataforma desafiadora e rejeicionista que atormentaria todas as mudanças de paz na região por uma década", apesar de uma oferta israelense em 19 de junho de 1967 "para desistir do Sinai e Golã em troca de Paz." Odd Bull da UNTSO opinou da mesma maneira em 1976.
Avi Shlaim argumentou que porta-vozes árabes interpretaram as declarações de Cartum como significando "nenhum tratado formal de paz, mas não uma rejeição à paz; sem negociações diretas, mas não uma recusa de falar através de terceiros; e nenhum reconhecimento de jure de Israel, mas aceitação de sua existência como um estado"(ênfase no original). Shlaim afirma que a conferência marcou um ponto de virada nas relações entre árabes e israelenses, observando que Nasser instou Hussein a buscar um "acordo abrangente" com Israel. Shlaim reconhece que nada disso era conhecido em Israel na época, cujos líderes tomaram os "três nãos" pelo valor nominal. Fred Khouri argumentou que "a conferência de Cartum abriu o caminho para os moderados árabes buscarem uma solução política e oferecerem, em troca de suas terras conquistadas, importantes concessões para realmente reconhecer Israel e negociar tratados formais de paz com ela".
No evento, negociações indiretas entre Israel, Jordânia e Egito eventualmente foram abertas com o patrocínio da Missão Jarring (1967–1973), e conversas diretas secretas também ocorreram entre Israel e Jordânia, mas nenhuma delas conseguiu alcançar um acordo significativo, estabelecendo o palco para uma nova rodada de conflito.